# Fire Flint Ravine
Die Fire Flint Ravine ist ein Zufluss des Melville Hall River im Zentrum von Dominica im Parish Saint Andrew.

## Geographie
Die Fire Flint Ravine entspringt an einem nordöstlichen Ausläufer des Morne Diablotin auf ca. 300 m über dem Meer und fließt in einem kleinen Nordbogen nach Nordosten. Westlich von Twelve Posts mündet er kurz unterhalb des Florie Gutters von links und Westen in den Melville Hall River. Nördlich schließt sich das Einzugsgebiet des Toulaman Rivers an.